# Becquincourt
Becquincourt is een plaats en voormalige gemeente in de Franse gemeente Dompierre-Becquincourt in het departement Somme. Becquincourt ligt net ten noordoosten van het dorpscentrum van Dompierre, waar het door lintbebouwing meer verbonden is.

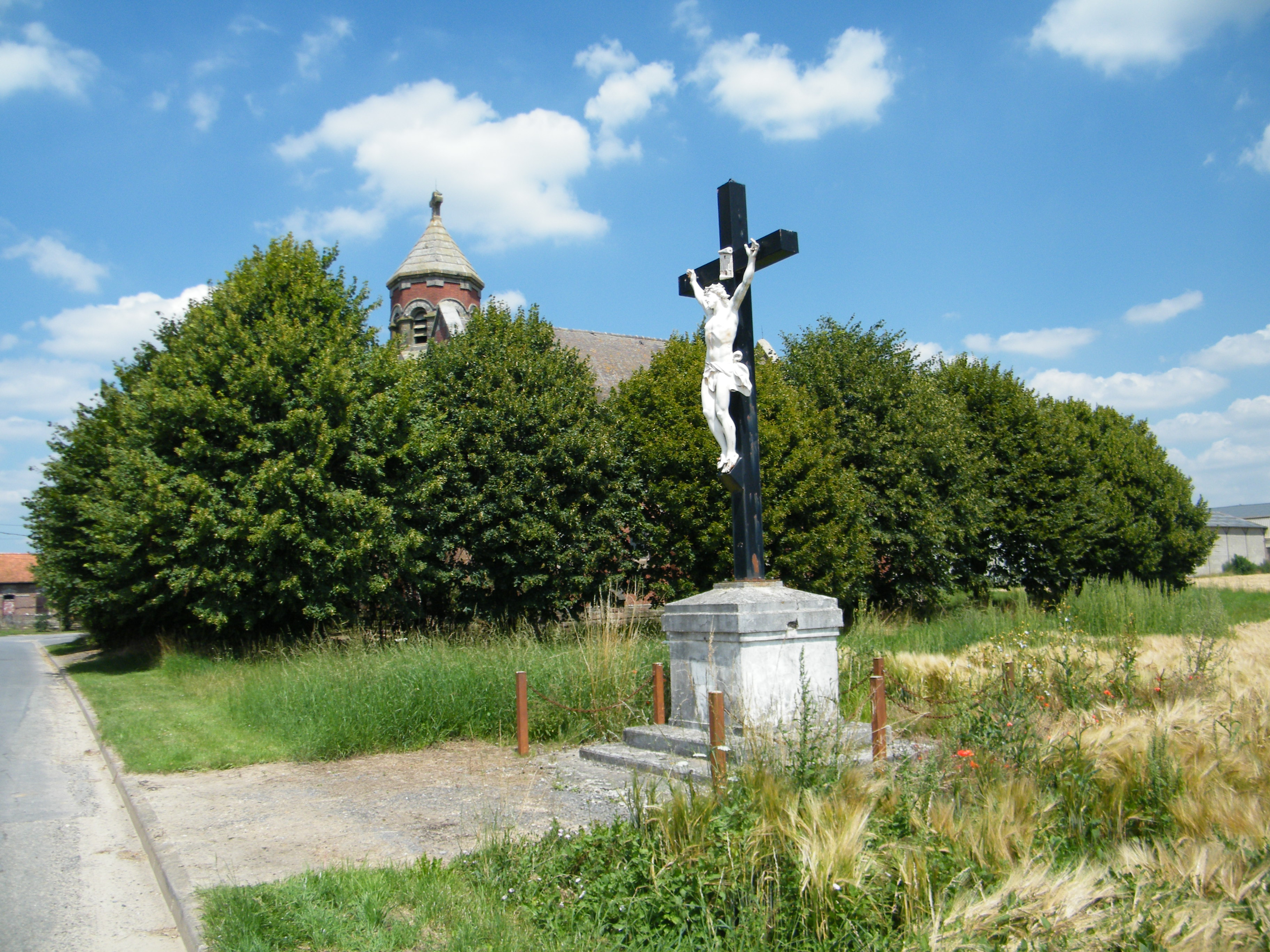
Kruisbeeld, met op de achtergrond de Église Saint-Denis

## Geschiedenis
Een oude vermelding van de plaats gaat terug tot 1143 als Bechincourt. De 18de-eeuwse Cassinikaart toont het dorp Becquincourt.
Op het eind van het ancien régime (eind 18de eeuw), bij de invoering van de gemeenten, werd Becquincourt een gemeente.
De plaats lag nabij het front tijdens de Eerste Wereldoorlog en raakte zwaar beschadigd.
Op 1 juli 1964 werd Becquincourt aangehecht bij buurgemeente Dompierre-en-Santerre, waarvan de naam werd gewijzigd in Dompierre-Becquincourt.
De kerk van Becquincourt werd in de jaren 1980 ontwijd.

## Bezienswaardigheden
- De Église Saint-Denis

Becquincourt · Dompierre